# Hans von Querfurth

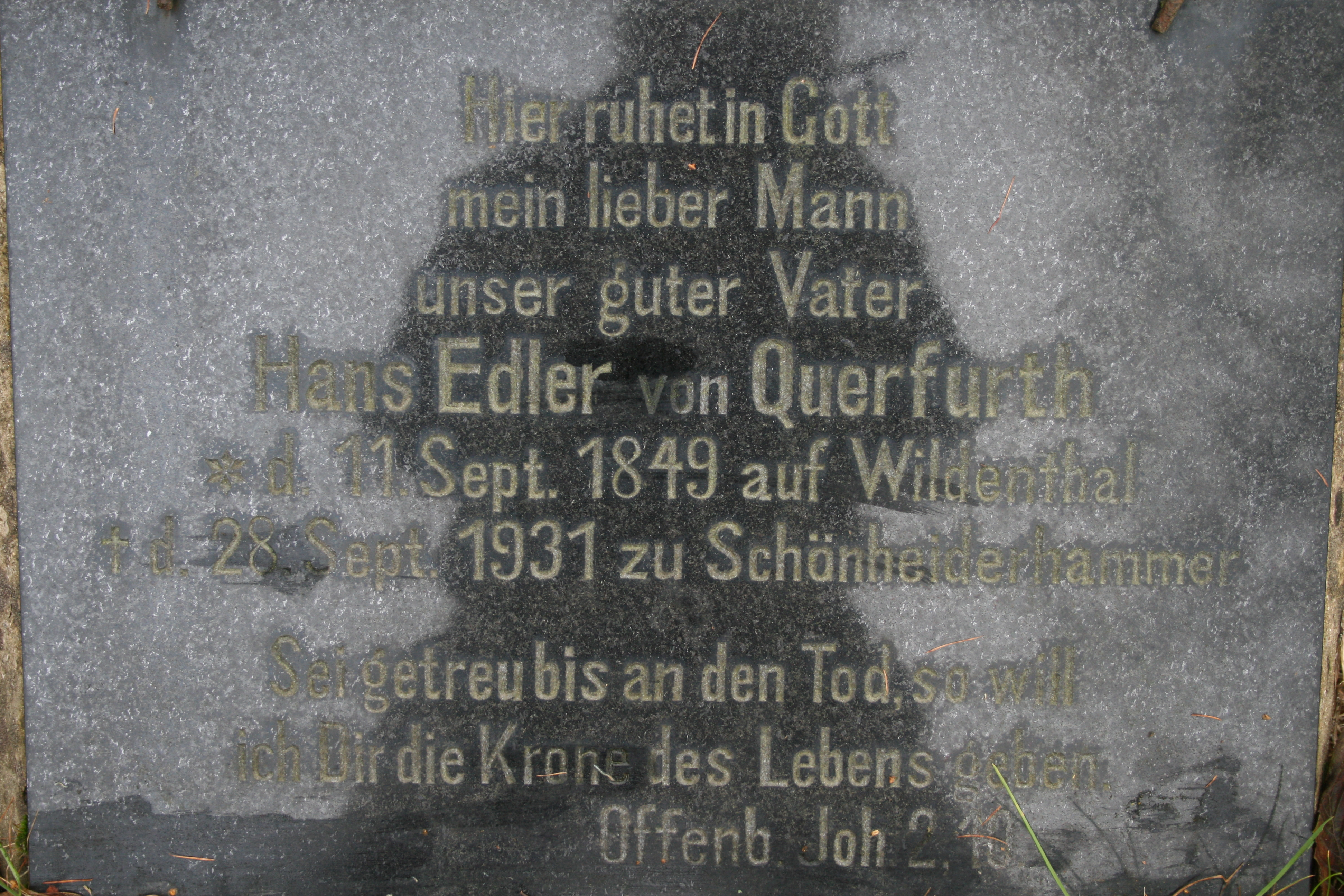
Grabstein Hans von Querfurths in Schönheides altem Friedhof

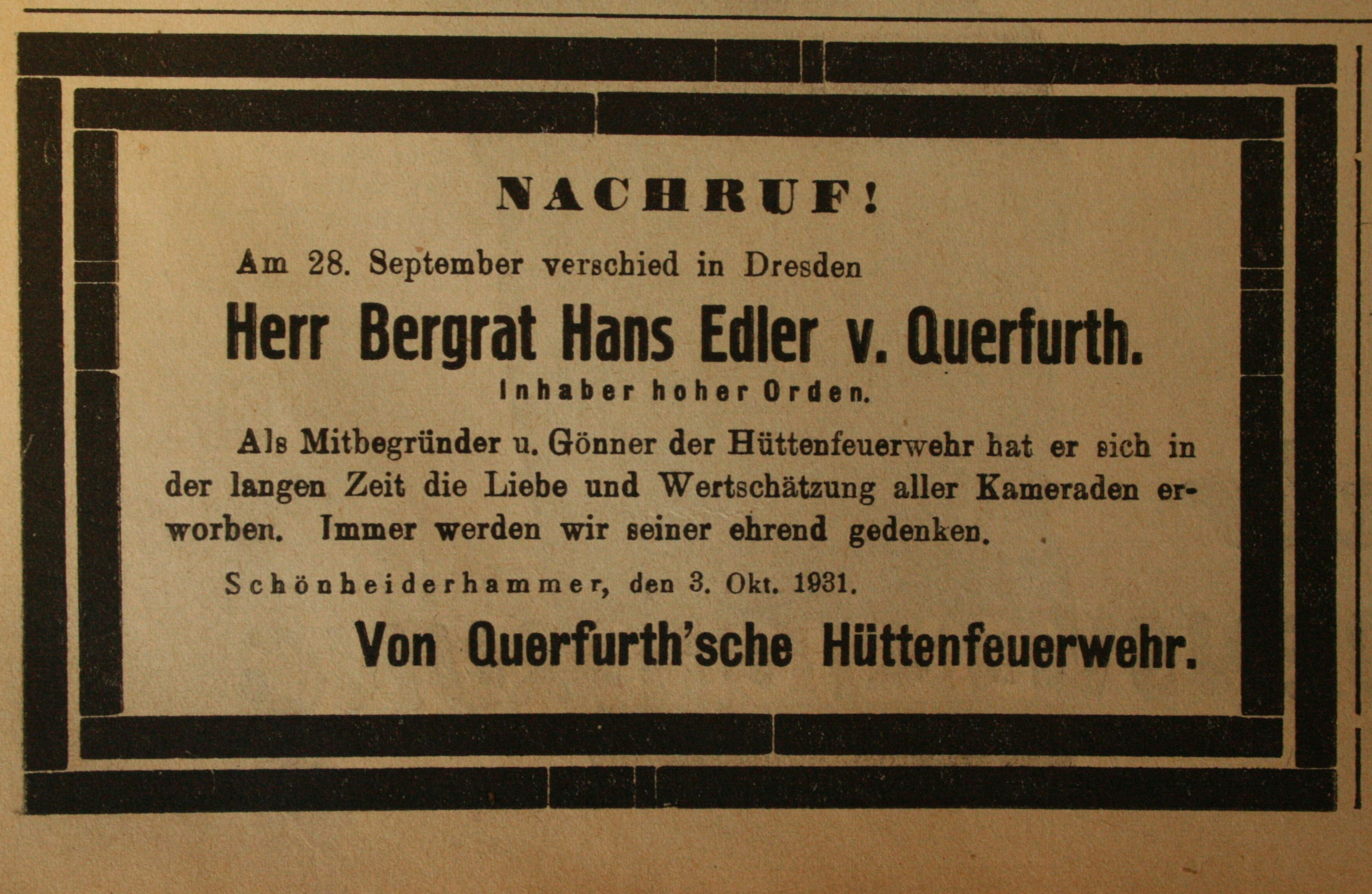
Traueranzeige im Schönheider Wochenblatt

Carl Hugo Hans Edler von Querfurth (* 11. September 1849 in Wildenthal; † 28. September 1931 in Dresden) war ein deutscher Unternehmer und Politiker. Im Sächsischen Landtag war er gemeinsam mit Gottfried Opitz Führer der konservativen Landtagsfraktion.

## Leben und Wirken
Der Sohn des Eisenhüttenwerksbesitzers Hugo Carl Edler von Querfurth (1. September 1820–9. Januar 1881) auf Wildenthal und Schönheiderhammer wurde bis 1857 von einem Hauslehrer unterrichtet. Eine weiterführende Schulbildung genoss er bis 1865 am Krause’schen Institut in Dresden und anschließend bis 1867 am Gymnasium in Zwickau. An der Bergakademie Freiberg studierte er zwischen 1867 und 1871 die Bergwissenschaft und Hüttenkunde. Während seines Studiums wurde er Mitglied des Corps Teutonia Freiberg. Unterbrochen war dieses Studium jedoch durch seinen Militärdienst, den er 1868 bis 1870 ableistete. In der Schlacht von Sedan erlitt er 1870 eine Verwundung, die zu einem steifen Arm führte. Nach Entlassung aus dem Lazarett beendete er sein Studium und trat dann Ende 1871 als Ingenieur in das Unternehmen seines Vaters, die Firma Karl Edler v. Querfurth, in der u. a. Spezial-Roststäbe, Temperguss und emaillierter Hohlguss hergestellt wurden, ein. Gemeinsam mit seinem Bruder Horst war er ab 1878 Inhaber des Unternehmens. 1892 hatte dieses 463 Beschäftigte.  Er war Mitglied der Handelskammer Plauen und im Verband Sächsischer Industrieller.
Er erwartete im ausgehenden 19. Jahrhundert von den Arbeitern und Angestellten des Eisenhüttenwerkes, mit „gnädiger Herr“ angesprochen zu werden.
In einer Nachwahl wurde er 1899 im 42. ländlichen Wahlbezirk als Nachfolger des verstorbenen Abgeordneten Gustav Rostosky in die II. Kammer des Sächsischen Landtags gewählt. Dieses Mandat behielt er bis 1909, als nach der Ersetzung des Dreiklassenwahlrechts durch das Pluralwahlrecht in diesem Wahlbezirk Otto Zimmer gewählt wurde. Von Querfurth gehörte von 1903 bis 1909 dem Vorstand des Konservativen Landesvereins in Sachsen an und war 1905 gemeinsam mit Gottfried Opitz konservativer Fraktionsführer.
Hans von Querfurth war als hälftiger Miteigentümer der Eisengießerei Schönheiderhammer und der dazu gehörenden Landwirtschaft mit 537 Hektar vor dem Ersten Weltkrieg Vermögensmillionär. Gleichzeitig besaß er das Gut Lichtenau mit 54 Hektar.
Querfurth war Enkel von Karl von Querfurth (1779–1845). Er war zweimal verheiratet. Seine erste Ehe ging er 1876 mit Emma Baumann (1854–1901), Tochter des Advokaten, Rittergutsbesitzers und Landtagsabgeordneten Adolf Baumann auf Trebsen ein. 1921 heiratete er Margarete Thamm (1889–1948).
Er starb 1931 im Stadtkrankenhaus Dresden, Fürstenstraße 74. Auf seinem Grabstein wurde abweichend Schönheiderhammer als Sterbeort angegeben. Seine Sterbeurkunde belegt zweifelsfrei den Tod im Krankenhaus.